# Marek Šnajdr
Marek Šnajdr (* 6. ledna 1975 Frýdek-Místek) je český politik, člen ODS a bývalý poslanec Poslanecké sněmovny Parlamentu České republiky za tuto stranu.

## Vzdělání a profese
Po studiu na Gymnáziu Petra Bezruče ve Frýdku-Místku (1989–1993) absolvoval Fakultu financí a účetnictví na Vysoké škole ekonomické v Praze (1993–1998), kde po 5 letech získal titul bakalář. V letech 1996–2006 působil ve firmách HPC a. s., Hutní projekt Frýdek-Místek a. s., Sunop Trade s. r. o., Metrostav a. s., Merck Sharp & Dohme IDEA Inc. ČR a Pfizer.

## Politická kariéra
Do ODS vstoupil ve svých osmnácti letech – v roce 1993. V letech 1995–1996 působil jako konzultant předsedy Hospodářského výboru PČR. V letech 2006–2010 byl 1. náměstkem ministrů zdravotnictví Tomáše Julínka, Daniely Filipiové a Dany Juráskové. Od roku 2006 je rovněž členem správní rady VZP ČR, v září 2010 se stal předsedou této správní rady. V roce 2010 byl ze třetího místa kandidátky ve volbách 2010 ve Středočeském kraji zvolen do Poslanecké sněmovny PČR. Během vládní krize v dubnu 2011 byl podle MF Dnes součástí radikální skupiny v ODS (společně s Petrem Tluchořem či Pavlem Drobilem), která požadovala ukončení koalice s Věcmi veřejnými i za cenu spolupráce s ČSSD či předčasných voleb. V září 2011 se znovu zařadil k vnitrostranické opozici, když společně s Petrem Tluchořem či Waltrem Bartošem kritizoval návrh grémia ODS na prodloužení mandátu vedení strany o půl roku.

### Kauza Bulovka
V listopadu 2019 jej Policie ČR obvinila v souvislosti s kauzou Bulovka. Obvinění bylo sděleno pro trestné činy zjednání výhody při zadání veřejné zakázky, přijetí úplatku a podplácení. Vyšetřování se týká zakázky v hodnotě zhruba 120 milionů korun na obnovu lineárních urychlovačů pro radioterapii onkologických onemocnění. Policie spolu se Šnajdram obvinila i bývalou ředitelku nemocnice Andreu Vrbovskou a její ekonomickou náměstkyni Marii Nushiovou.

### Kauza Dozimetr
Policie začala v dubnu 2023 stíhat pět lidí v případu Dozimetr v souvislosti s ovlivňováním veřejných zakázek zdravotní pojišťovny VZP, a to včetně Marka Šnajdra, který je podezřelý z uplácení.